# Figure de Chladni
Pour les articles homonymes, voir Chladni.

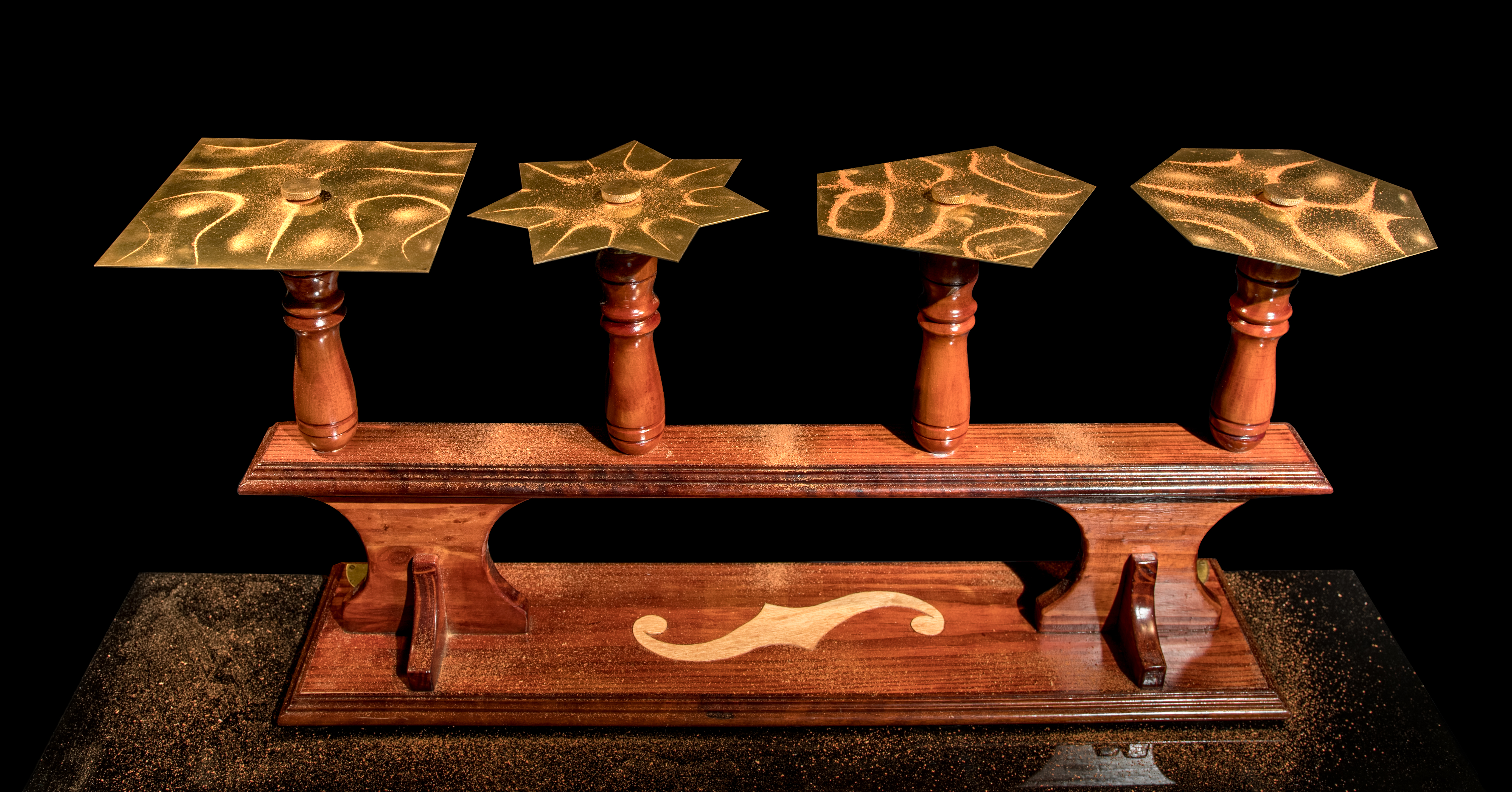
Figures de Chladni sur des plaques en laiton de différentes formes.

Les figures de Chladni sont les motifs géométriques que forme une poudre sur une plaque en vibration. Elles sont ainsi nommées en l'honneur du savant allemand Ernst Chladni.
Les figures de Chladni dépendent de la fréquence de vibration de la plaque. Elles tracent les lignes nodales, c'est-à-dire les lignes des nœuds de vibration, là où les ondes stationnaires sont destructives et l'amplitude minimale. À chaque motif correspond un mode propre excité.

## Fonctionnement
Une plaque horizontale est fixée de manière rigide sur un support central. Elle peut être de taille, de forme et d'épaisseur variée. Historiquement, les plaques utilisées par Chladni étaient en métal, mais de nombreux matériaux permettent la formation de motifs nets et nombreux.

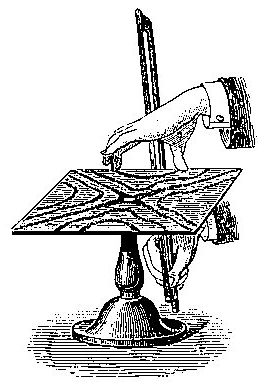
Formation d'une figure de Chladni par un archet.

Une fois la plaque fixée au support, on dispose du sable sur celle-ci puis on la met en vibration, par exemple grâce à un archet que l'on frotte verticalement sur le bord de la plaque. Sous l'excitation de l'archet, la plaque vibre, et le sable se déplace depuis les zones de forte vibration vers les zones où elle est moins forte, voire nulle (respectivement ventres et nœuds de vibration de l'onde stationnaire), formant ainsi des figures de Chladni. La pratique actuelle est de mettre les plaques en vibration par un vibreur de Melde.

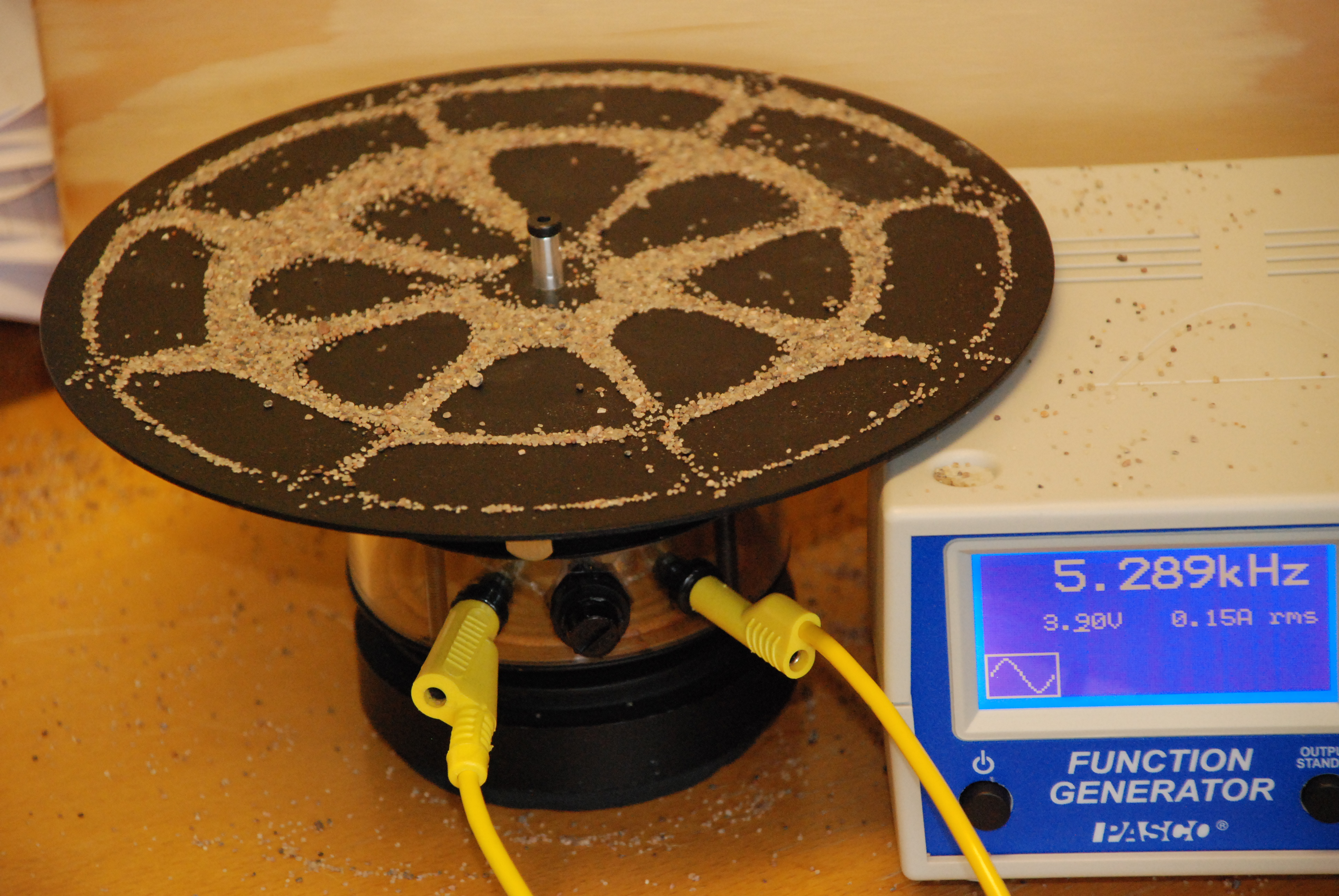
Apparition d'une figure de Chladni avec un vibreur de Melde.

Dans le cas du vibreur de Melde, le point central  possède une condition sur son mouvement, tandis que la périphérie de ces plaques n'est pas assujettie au support. Elle est donc libre de vibrer.
En étudiant une même plaque, la modification de la fréquence d'excitation engendre des figures différentes, de plus en plus complexes, qui correspondent aux modes vibratoires de cette plaque. On peut atténuer la vibration à certains endroits en y posant un doigt, ce qui altère le motif. De nouvelles figures apparaissent également lorsqu'on modifie les paramètres de la plaque (forme, taille, épaisseur, etc.). 
Il existe une variété infinie de motifs selon les caractéristiques de la plaque et la manière dont on la fait vibrer. Cependant en pratique, on n'observe que 4 à 15 motifs par plaque, car au-dessus d'une certaine fréquence, la plaque vibre trop peu en amplitude pour permettre le déplacement des grains et aucune figure n'apparaît.

## Histoire
Le phénomène d'apparition de motifs sur une plaque en vibration est repéré dès 1638 par Galilée. Une quarantaine d'années plus tard, en 1680, des expériences plus poussées sont réalisées par Robert Hooke, qui met en vibration de la farine sur des plaques de verre.
Pourtant, si ces figures portent le nom d'Ernst Chladni, c'est par la publication par ce dernier en 1787 du traité Entdeckungen über die Theorie des Klanges, qui popularise le phénomène dans la communauté scientifique en Europe. Chladni utilisait des plaques de métal, sur lesquelles il faisait vibrer du sable avec un archet.
En 1808, Chladni se rend à l'académie de Paris. Il reproduit le phénomène devant les plus grands scientifiques français de l'époque, mais également devant l'empereur Napoléon Ier. Ce dernier, impressionné, organise alors un concours pour établir une modélisation mathématique du phénomène. Elle sera apportée, au bout de trois essais entre 1811 et 1816, à la suite des rejets de l'académie, par Sophie Germain.

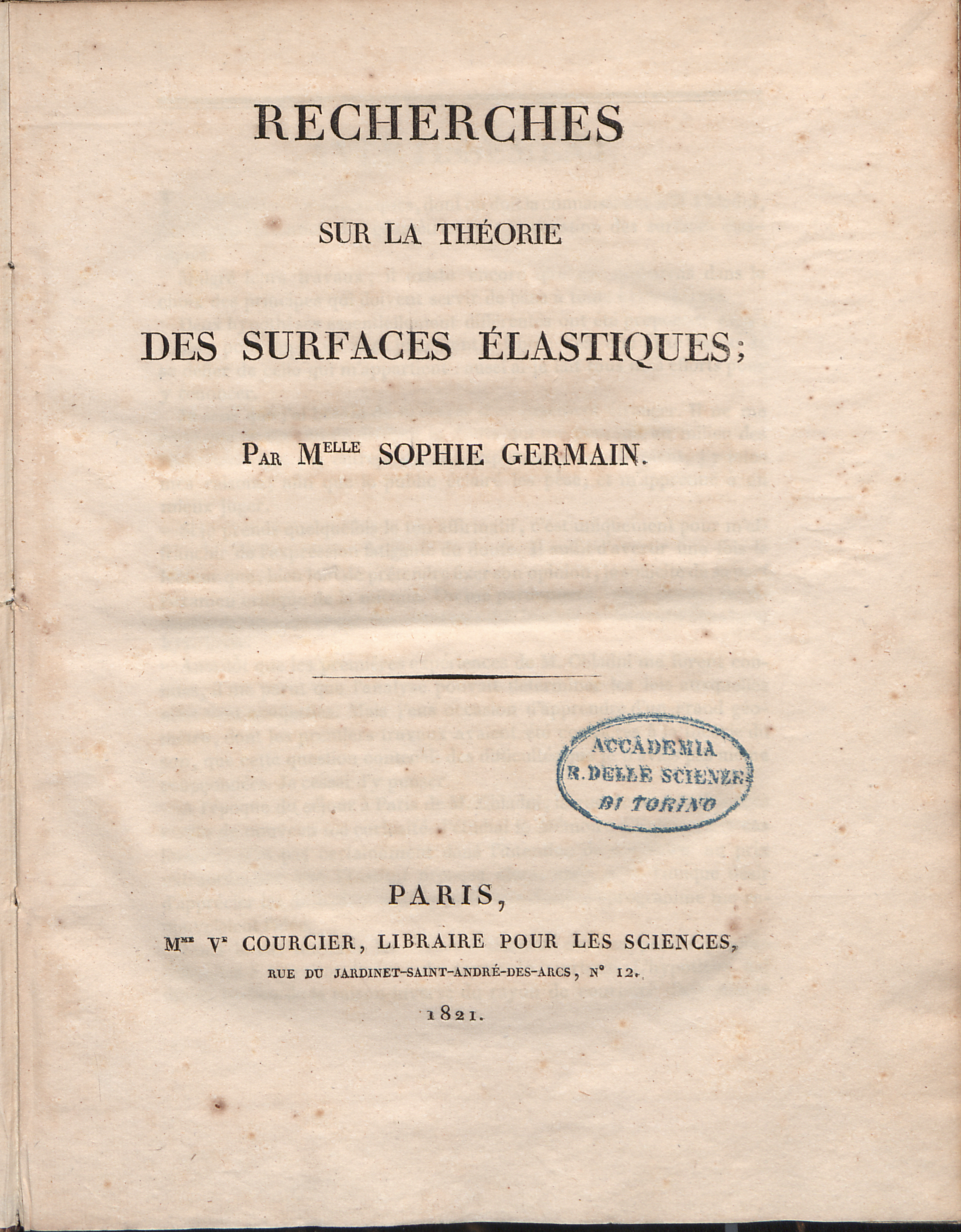
Recherches sur la théorie des surfaces élastiques, par Sophie Germain en 1821.

Les figures de Chladni ont aussi été étudiées par Poisson, Legendre, et par de nombreux physiciens et mathématiciens modernes ou plus anciens.

## Utilisations
Les figures de Chladni sont utilisées en facture instrumentale pour contrôler la qualité et l'acoustique d'un instrument.

Figures de Chladni sur le dos d'une guitare.

Cette méthode, tout de même assez rare, est utilisée par les luthiers traditionnels. En mettant en vibration la pièce de l'instrument, une rupture de symétrie des motifs indique la présence d'une inhomogénéité. C'est une méthode qualitative ; elle indique une différence d'épaisseur de certaines zones de la pièce ou une différence de masse volumique locale.

## Phénomène physique
Les figures de Chladni résultent de la formation d'ondes stationnaires dans un milieu en deux dimensions. Le phénomène est identique à l'expérience de la corde de Melde, qui forme des ondes stationnaires en dimension {\displaystyle 1}. 
Les ondes sont émises par un point de la plaque - avec un archet ou un vibreur de Melde - ou par chaque point de la plaque - avec un haut-parleur - et parcourent la plaque de nombreuses fois en se réfléchissant sur les bords. Si la fréquence l'autorise, des ondes stationnaires apparaissent et certaines zones sont alors plus fortement soumises aux vibrations que d'autres. La poudre s'intercale dans les zones où les vibrations sont minimales, qu'on nomme nœuds de vibration. Ces zones sont en fait des courbes, nommées lignes nodales. À chaque motif correspond un mode propre de vibration.

Le sable s'intercale au niveau des points rouges, là où l'amplitude des ondes stationnaires est minimale.

Les figures de Chladni permettent de visualiser des solutions de l'équation des ondes en dimension {\displaystyle 2} :
En physique quantique, les solutions de l'équation de Schrödinger sont des ondes en dimension {\displaystyle 3}, et leur forme évoque celles des figures de Chladni. Schrödinger s'est inspiré des équations décrivant mathématiquement les figures de Chladni pour la compréhension des orbitales atomiques. Les figures de Chladni sont aussi présentes dans l'instabilité de Faraday, phénomène dans lequel la surface d'un fluide joue le rôle de la plaque.

Table de motifs, où chaque motif correspond à un mode propre de vibration ; deux plaques différentes amènent à deux tables différentes.

## Images de motifs
| Figure de Chladni |
| ----------------- |
|                   |
|                   |
|                   |
|                   |
|                   |
|                   |

|  |  |  |  |  |
|  |  |  |  |  |
|  |  |  |  |  |
|  |  |  |  |  |
|  |  |  |  |  |
|  |  |  |  |  |
|  |  |  |  |  |